# Médersa d'Ulugh Beg (Boukhara)
Pour les articles homonymes, voir Médersa d'Ulugh Beg.
La médersa d'Ulugh Beg ou médersa d'Oulougbeg (ouzbek : Ulug'bek madrasasi), qui se trouve dans le centre historique de la ville de Boukhara (Ouzbékistan), a été édifiée en 1417 par Ulugh Beg (1409—1449), souverain, astronome, petit-fils de Timour. La construction fut achevée en 1420.
L'édifice date de l'apogée de l'architecture d'Asie centrale et son modèle provient d'autres médersas construites dans d'autres villes. Aujourd'hui, c'est la seule structure de cette ampleur qui subsiste à Boukhara depuis les règnes de la dynastie des timourides. C'est aussi la plus ancienne des trois médersas construites sous Ulugh Beg. Elle se trouve en face de la médersa Abdoullaziz Khan, constituant avec cette dernière un ensemble architectural. Dans l'architecture d'Asie centrale, l'ensemble ainsi jumelé et se faisant face est dénommé koch et quand ce sont des médersas médersas koch.
Comme édifice du centre historique de Boukhara, la médersa d'Oulougbeg est reprise dans la liste du patrimoine mondial en Ouzbékistan.(UNESCO). Un musée de l'histoire de la restauration des monuments de Boukhara est également installé dans la médersa d'Oulougbeg.

## Histoire
Dès la première moitié du XVe siècle, en Asie centrale, la médersa est le type classique de monument. Sous Tamerlan (1370-1405), dans certaines médersas, étaient formés les cadres du clergé mais s'y retrouvaient également des jeunes gens de familles aristocratiques, qui s'y préparaient à des carrières au sein de l'État. Sous Ulugh Beg (1409—1449), la médersa jouait le rôle d'université, dans laquelle, malgré la primauté incontestable donnée à la théologie, des cours d'astronomie, de mathématiques et de philosophie étaient dispensés.
Chahrokh Mirza (1409—1447), monté sur le trône de l'Empire timouride en 1409, nomme son fils Ulugh Beg sultan de la Transoxiane, dont la capitale était Samarcande et Boukhara la seconde ville en importance. Ce jeune dirigeant érudit avait l'intention de transformer en centres intellectuels de l'Empire, les villes qui lui étaient soumises. Trois médersas ont été construites par Ulugh Beg : à Boukhara (1417), la médersa Oulough Beg ; à Samarcande, la médersa d'Ulugh Beg (Samarcande) (1417—1420) et à Guijdouvan la médersa Ulugh Beg (1433).
La construction de la médersa de Boukhara s'est achevée à l'automne 1417. Cependant, occupé par les affaires de l'État, ainsi que par le deuil de son épouse Oge Begim, Ulugh Beg n'a pas eu l'occasion de venir voir de suite l'édifice achevé. Ce n'est que deux ans plus tard, le 28 novembre 1419, qu'il est venu l'admirer. Cette médersa a été le centre de la vie culturelle et scientifique sous le règne d'Olugh Beg et durant les siècles qui ont suivi à Boukhara.
La médersa construite par Ulugh Beg, est parvenue jusqu'à nos jours sous une forme modifiée. En 1585, sous Abdullah Khan (1583—1598) l'édifice est rénové. Lors de la rénovation il est recouvert de majolique. En 1586, à l'initiative et avec le soutien de l'influent cheik Djoubar Khodja Sad (mort le 23 octobre 1589) le portail extérieur et toutes les cellules sont rénovées. Pour la restauration, des carreaux de céramique à motifs et inscriptions sont utilisés. Des parties endommagées ont encore été réparées au XVIe siècle et au XVIIe siècle,.
Présent dans la ville en 1841-1842, Nikolaï Khanykov se souvient que la médersa Oulougbeg à son époque possédait 80 khoudjr (cellule), et que les étudiants recevaient une bourse prise en charge par le waqf.
Selon le témoignage d'Abdurrauf Fitrat, au début du XXe siècle, la médersa disposait d'un revenu annuel de 800 tengas de Boukhara (en). Un waqf distinct de la médersa avait à son actif des propriétés foncières, des magasins, des galeries de magasins, des bibliothèques (kitabkhane). Cela permettait à cette dernière de fonctionner de manière autonome sur le plan matériel et financier.
Plus récemment, la médersa a été rénovée dans les années 1950-1970 et 1990-1996, et a subi des transformations importantes à cette occasion,.
En 1993, la médersa a été inscrite dans la liste du patrimoine mondial en Ouzbékistan.UNESCO (répertoire no 602) et en 1994 a été adjoint le musée d'histoire de la restauration des édifices de Boukhara,.

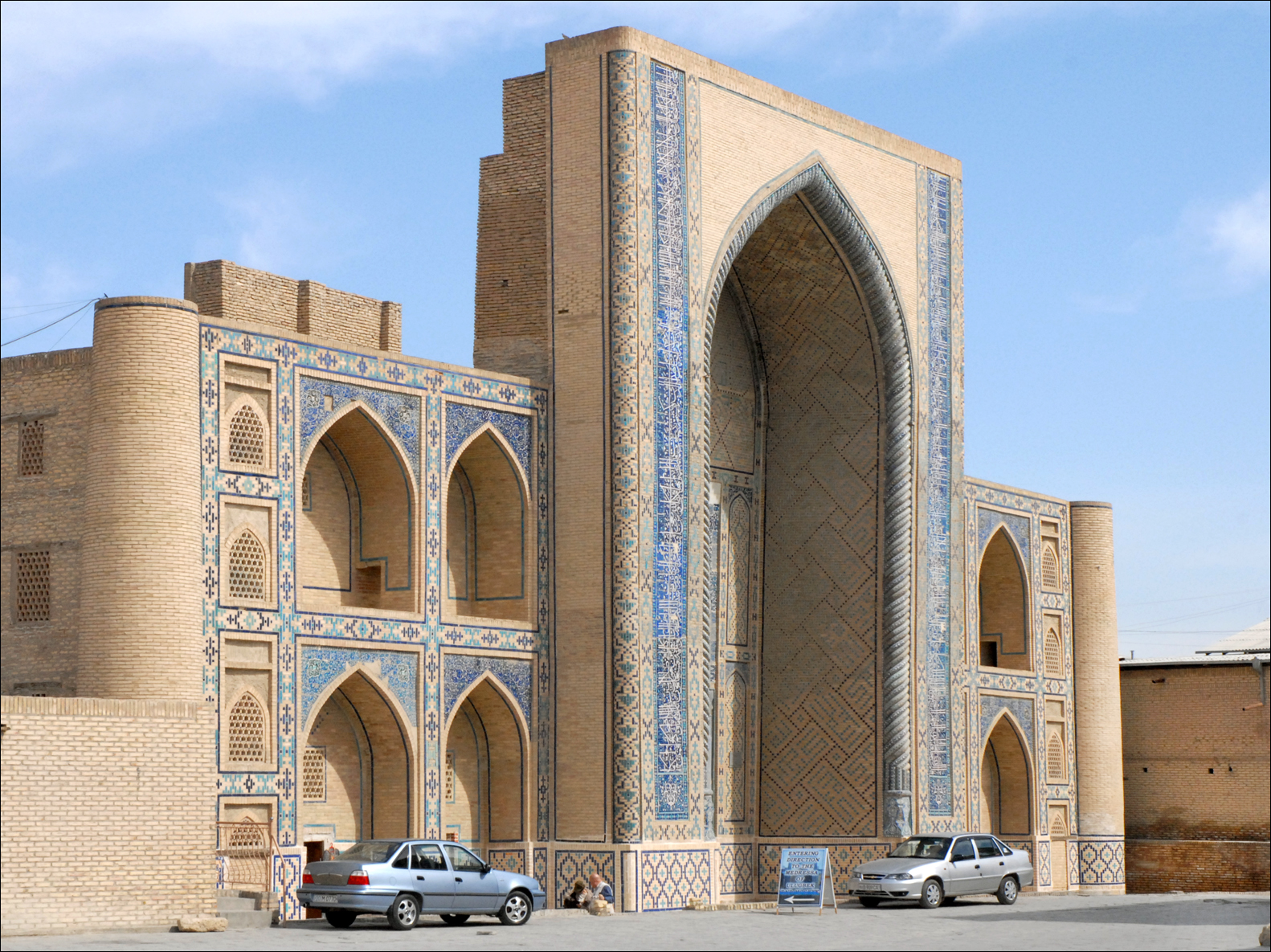
La façade avec ses tours d'angles
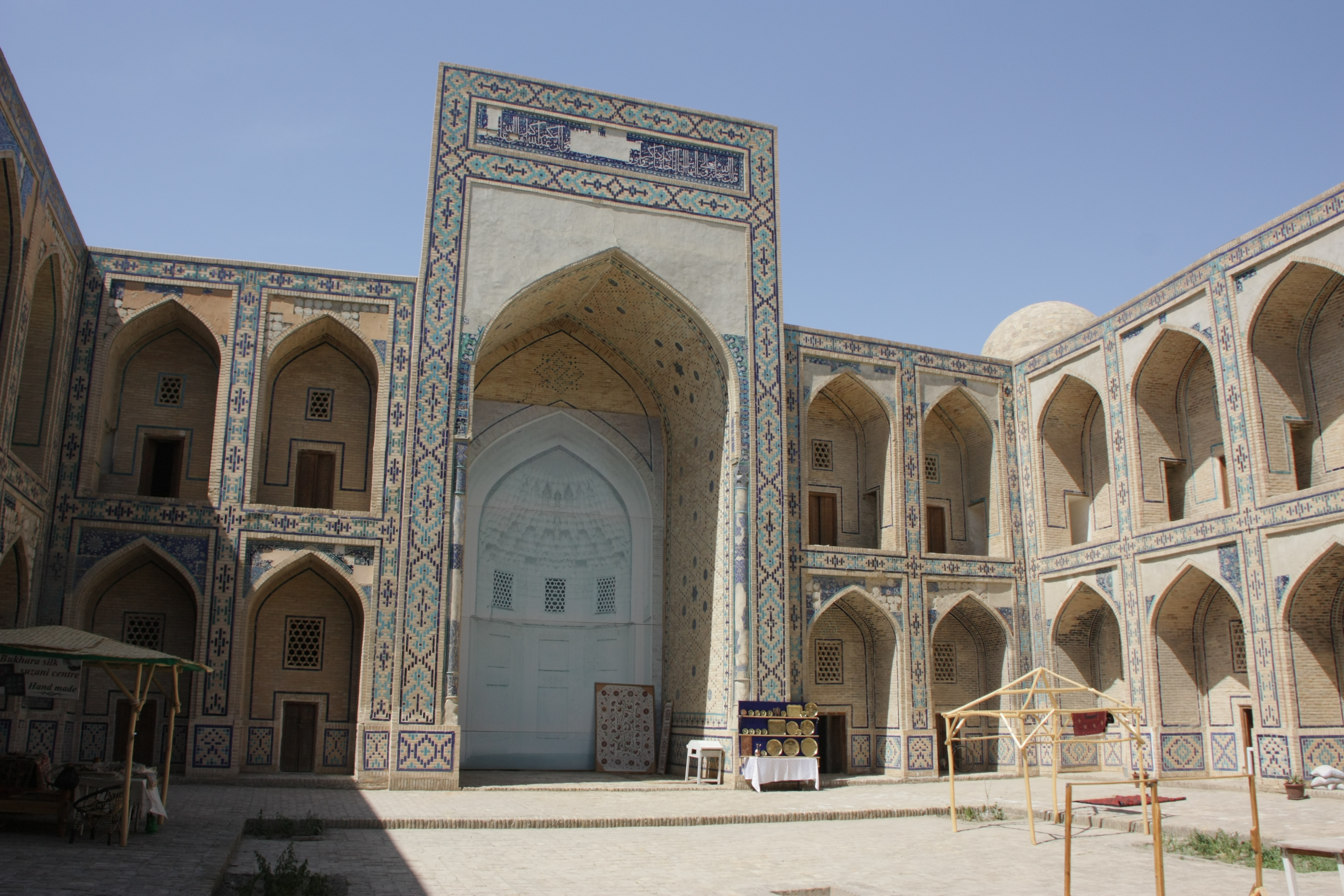
Cour intérieure
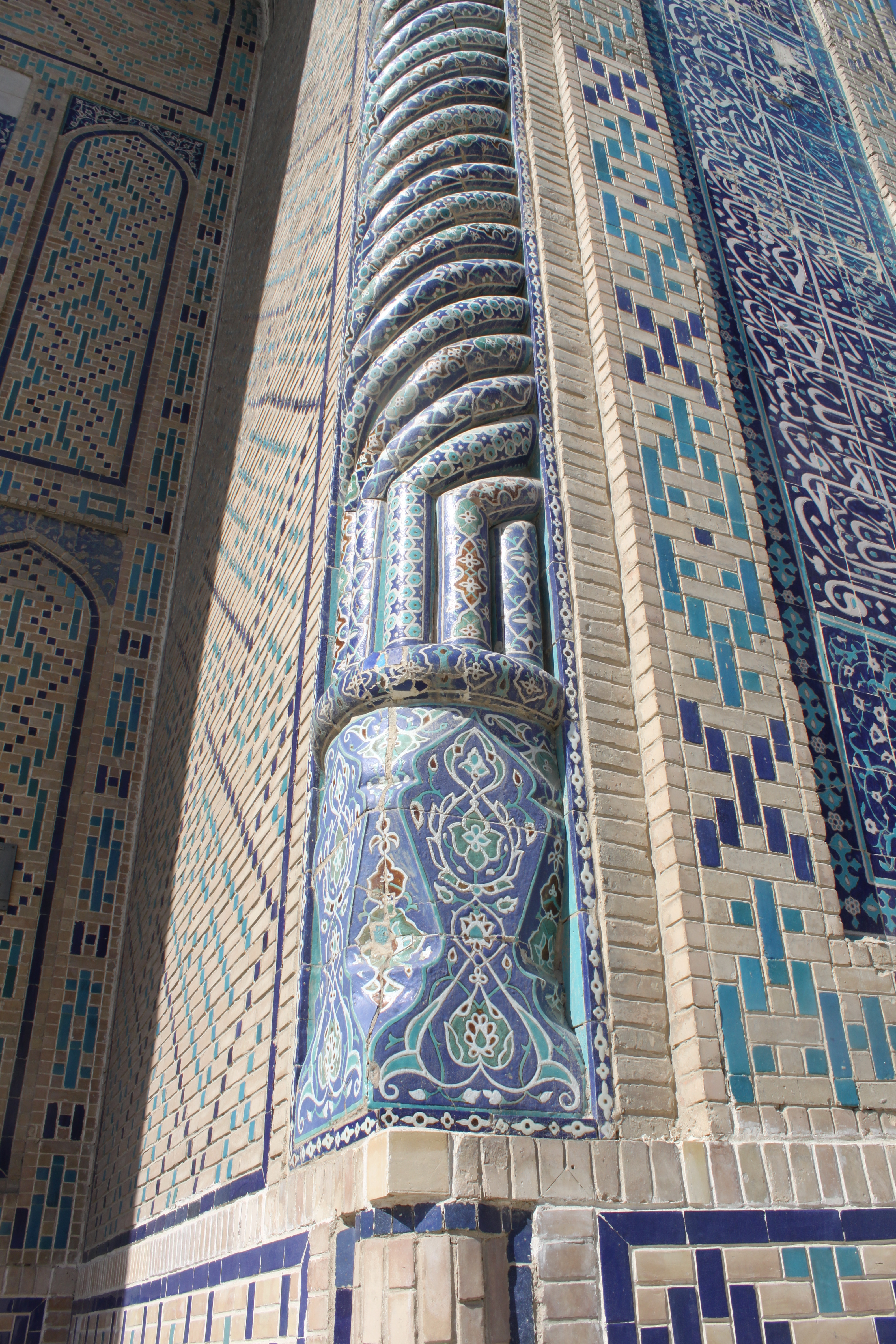
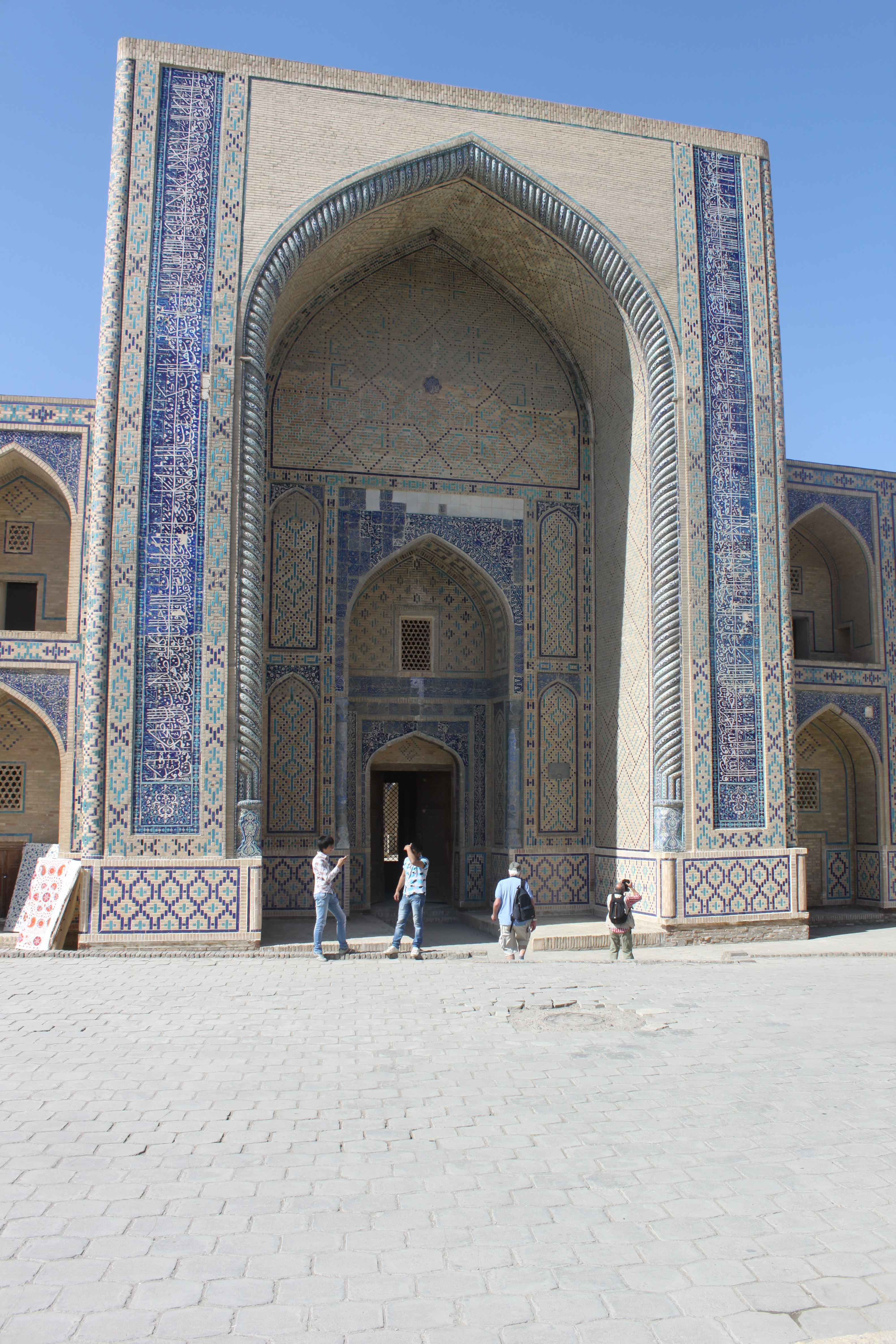

## Architecture
La médersa d'Ulugh Beg est un bâtiment rectangulaire disposant d'une cour intérieure précédée d'un haut portail (pishtak). L'entrée est divisée en deux et prolongée par un couloir (myankhana) ; un double iwan, abrite une mosquée et un auditoire (Khanqah). Au premier étage, au-dessus de l'entrée, se trouvait la bibliothèque (kitabkhane). La façade de la médersa se distingue par ses loggias et ses deux ailes, chacune terminée par une tour d'angle.
La décoration principale du bâtiment est constituée de motifs en mosaïque d'émail pour le portail et de carreaux colorés, incrustés dans la brique. Les colonnes de l'iwan sont dorées. Le revêtement des colonnes ressemble à celui du portail ouest de la mosquée Kalon.
Les motifs ornementaux sont dominés par des éléments astraux, qui peuvent être associés à la vision du monde de Ulugh Beg comme astronome. Sur le vantail de la porte de la médersa, au-dessus de l'entrée de l'immeuble, est sculptée une inscription en écriture de style thuluth, contenant un hadîth du Prophète: « Aspirer à la connaissance est le devoir de chaque musulman et de chaque musulmane ». Sur le heurtoir est inscrite la phrase : « Que les portes d'Allah restent toujours ouvertes à ceux qui ont étudié la sagesse dans les livres ». Au-dessus de portique principal est inscrit le nom de l'architecte : Ismaïl fils de Tahir, fils du maître artisan Mahmoud d'Ispahan,,,.
La médersa impressionne par la rigueur et la retenue de ses formes, par la proportionnalité existant entre le décor et la structure de la construction. C'est un édifice de l'apogée de l'architecture de l'Asie centrale qui a servi de modèle pour des médersas édifiées dans d'autres villes de l'Asie central.